# Айгустов, Алексей Иванович
Алексей Иванович Айгустов (1765 — после 1835) — русский военачальник, генерал-майор, герой 1812 года.

## Биография
Родился в 1765 году, дата вступления в военную службу — 1781 г. унтер-офицером.
Офицер с 1794 года, подполковник — с 1806 года, полковник — с 1811 года, генерал-майор — с 1819 года.
В 1807—1812 гг. Был командиром Кременчугского мушкетёрского полка. Был шефом Либавского пехотного полка, в 1812 году — командир 2-й бригады 7-й пехотной дивизии Капцевича в 6-м корпусе Дохтурова. Участник Отечественной войны 1812 года и Заграничного похода 1813—1814 гг.
В отделе письменных источников ГИМ была хранится копия выписки из исторических материалов 6-го пехотного принца Фридриха Леопольда Прусского полка (бывшего Либавского) с описанием подвига А.И. Айгустова, подаренная полком Музею 1812 года:

"ПОЛКОВНИК АЙГУСТОВ, командуя в 7-й дивизии 2-й пехотной бригадой, расположенной во 2-й линии, отколь с полком был послан в лощину, где и находился во все время сражения в жестоком огне, высылая стрелков; когда же неприятель пошел брать штурмом нашу батарею, находящуюся на кургане, на левом фланге, то он, ободря своих подчиненных, бросясь со своим полком к неприятелю во фланг и тем много способствовал к поражению неприятеля»
В период с 12.03.1812 по 22.06.1815 был шефом Либавского пехотногой полка; с 22.06.1815 по 01.01.1819 был командиром этого полка. 1 января 1819 года произведён в генерал-майоры с назначением командиром 3-й бригады 30-й пехотной дивизии.
Затем служил генералом при командире Отдельного Сибирского корпуса (на 1830 год).
Командир 1-й бригады 23-й пехотной дивизии А. И. Айгустов вышел в отставку 30 июня 1835 года с мудриром и пенисионом полного оклада.
Был женат. Имел 5 сыновей: Евграфа, Николая, Льва, Алексея (генерал-майор) и Павла.

## Память
В 1912 году на Бородинском поле (на левом берегу ручья Стонец, к югу от деревни Горки), на том самом месте, где сто лет до этого Либавский пехотный полк с дивизией Капцевича удерживал свою позицию, по проекту штабс-капитана 11-го пехотного Псковского полка А. В. Дроздовского, на средства потомков участников сражения был установлен памятник 7-й пехотной дивизии генерала П. М. Капцевича.
На изразцовом панно на западной стороне памятника содержится надпись:

«…неприятельская конница, получив подкрепление своих резервов, зашла совершенно в тыл 7-й дивизии; но сия бесподобная пехота, ни мало не расстроиваясь, приняла неприятеля сильным огнём и неприятель был расстроен…»
На верхней панели северной стороны памятника надпись:
«ЛИБАВСКОГО ПОЛКА

Отличились:

полк. Айгустов

п-полк. Бестужев-Рюмин

майор Сверчков майор Аблов

кап. Черевин

кап. Жарков

пор. Гедионов

пор. Шуцкой

подпор. Глинка

и 28 н.ч. …»

## Награды
- Орден Св. Анны 3-й (4-й) степени (16 января 1800)
- Орден Св. Владимира 4-й степени с бантом (22 сентября 1812)
- Орден Св. Анны 2-й степени (19 декабря 1812, императорская корона к ордену 9 мая 1832)
- Орден Св. Владимира 3-й степени (22 апреля 1834)
- Орден Св. Георгия 4-й степени за 25 лет беспорочной службы (№ 4922; 3 декабря 1834)
- Серебряная медаль «В память Отечественной войны 1812 года»
- Медаль «За взятие Парижа 19 марта 1814 года»
- Знак отличия беспорочной службы за XXX лет (22 августа 1834)